# Tupaia
Tupaia es el género de tupayas con mayor número de especies y forma parte de la familia de los Tupaiidae, orden Scandentia. El género incluye las siguientes especies:
- Tupaya de Belanger (Tupaia belangeri)
- Tupaya de vientre dorado (Tupaia chrysogaster)
- Tupaya rayada (Tupaia dorsalis)
- Tupaya común (Tupaia glis)
- Tupaya esbelta (Tupaia gracilis)
- Tupaya de Java (Tupaia javanica)
- Tupaya de pies largos (Tupaia longipes)
- Tupaya pigmea (Tupaia minor)
- Tupaya de las islas Calamian (Tupaia moellendorffi)
- Tupaya de montaña (Tupaia montana)
- Tupaya de las islas Nicobar (Tupaia nicobarica)
- Tupaya de Palawan (Tupaia palawanensis)
- Tupaya pintada (Tupaia picta)
- Tupaya de cola roja (Tupaia splendidula)
- Tupaya grande de Borneo (Tupaia tana)